# 吳達之
吴达之，南朝齐义兴（今江苏省宜兴市）人。
吴达之的嫂子去世没有钱来葬，于是他自卖为十夫雇农，赚钱来营造冢椁。从祖弟吴敬伯，夫妻在荒年被劫持卖到了江北，吴达之有十亩田，卖掉后赎出他们，与他们共同使用财产屋宅。郡里任命他为主簿，他坚持让给兄长。又让出祖辈传下来的旧田给族弟，族弟不接受，田地于是闲废。齐高帝建元三年（481年），皇帝下诏表彰他的家门。